# 영일대해수욕장

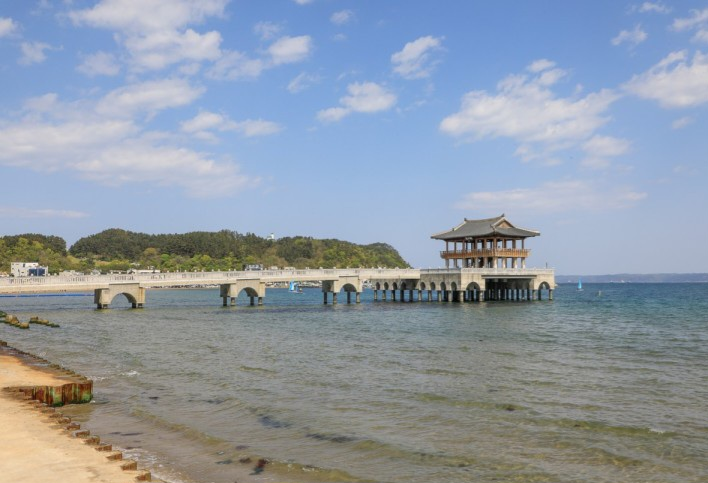

영일대해수욕장(Yeongildae Beach, 迎日臺海水浴場)은 경상북도 포항시 북구 항구동, 두호동에 위치한 백사장 길이 1,750m, 너비 40~70m, 면적 38만m2에 달하는 해수욕장이다. POSCO와 영일만이 보이며, 백사장의 모래가 고와 가족단위 피서지로 적합하다. 샤워장, 탈의장, 무료 주차장 등의 편의시설이 갖추어져 있다.  주요 시설물로는 영일대 해상누각, 고사분수, 바다시청 등이 있다.
매년 포항국제불빛축제와 포항바다국제공연예술제를 개최하며, 이 외에도 수많은 행사가 열려 여름 개장기간 중 수많은 인파가 몰린다.
영일대 해수욕장은 7월과 8월 사이에 개장한다.
해안 수영경계선 외측 10m 지점까지를 수상레저활동 금지구역으로 지정하고 있다.

## 역사
1976년에 개장하여, 개장한 뒤 포항시의 북쪽에 있다는 이유로 단순히 방향을 나타내는 '북부해수욕장'으로 불렸다.
2013년 6월 12일에 국토지리정보원(국가지명위원회)에서 영일대해수욕장 명칭을 확정했으며, 6월 18일에 변경하였다. 6월 29일에 명칭 변경 선포식을 개최하였다.

## 영일대

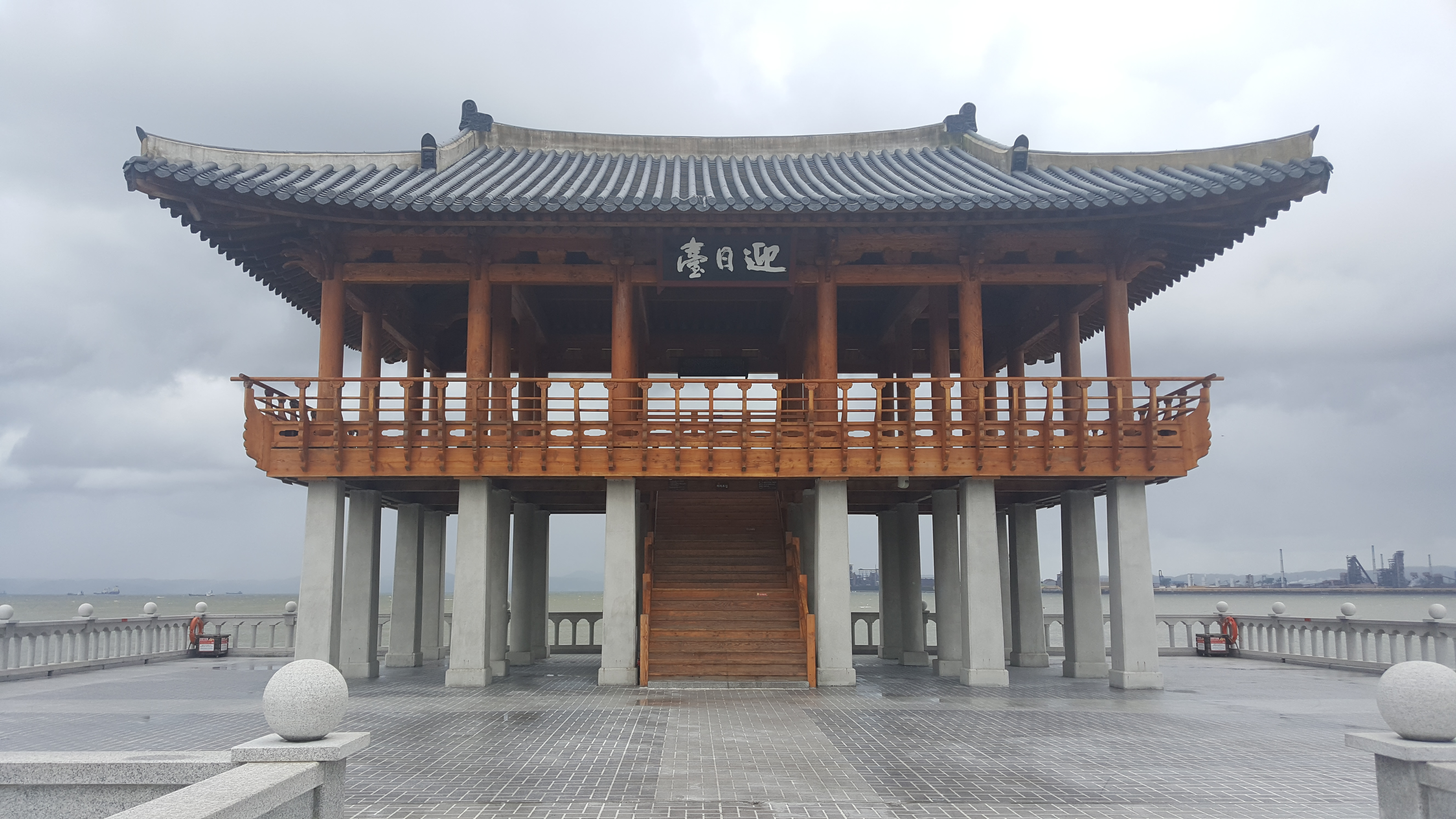
영일대

영일대는 대한민국 최초의 해상누각으로서, 두호동행정복지센터 앞 해상 100m지점에 위치해 있다. 고사분수는 대한민국 최초의 해상 고사분수로서, 바다시청앞 해상 250m지점에 위치해 최대 높이 120m까지 물을 뿜으며, 사방에 LED 조명등이 갖추어져 있다.

## 주변정보
영일대해수욕장의 서쪽을 지나가는 해안로를 따라 숙박업소와 식당, 주점 등이 들어서있다. 남쪽 항구동에는 포항여객선터미널이 위치해있다. 북편에는 환호공원이 위치해 있으며, 환호공원에는 포항 스페이스워크가 개장해 새로운 포항시의 명소로 떠오르고 있다.

## 같이 보기
- 대한민국의 해수욕장 목록 (가나다 순)
- 대한민국의 해수욕장 목록 (행정구역별)
- 두호동
- 포항시

## 사진

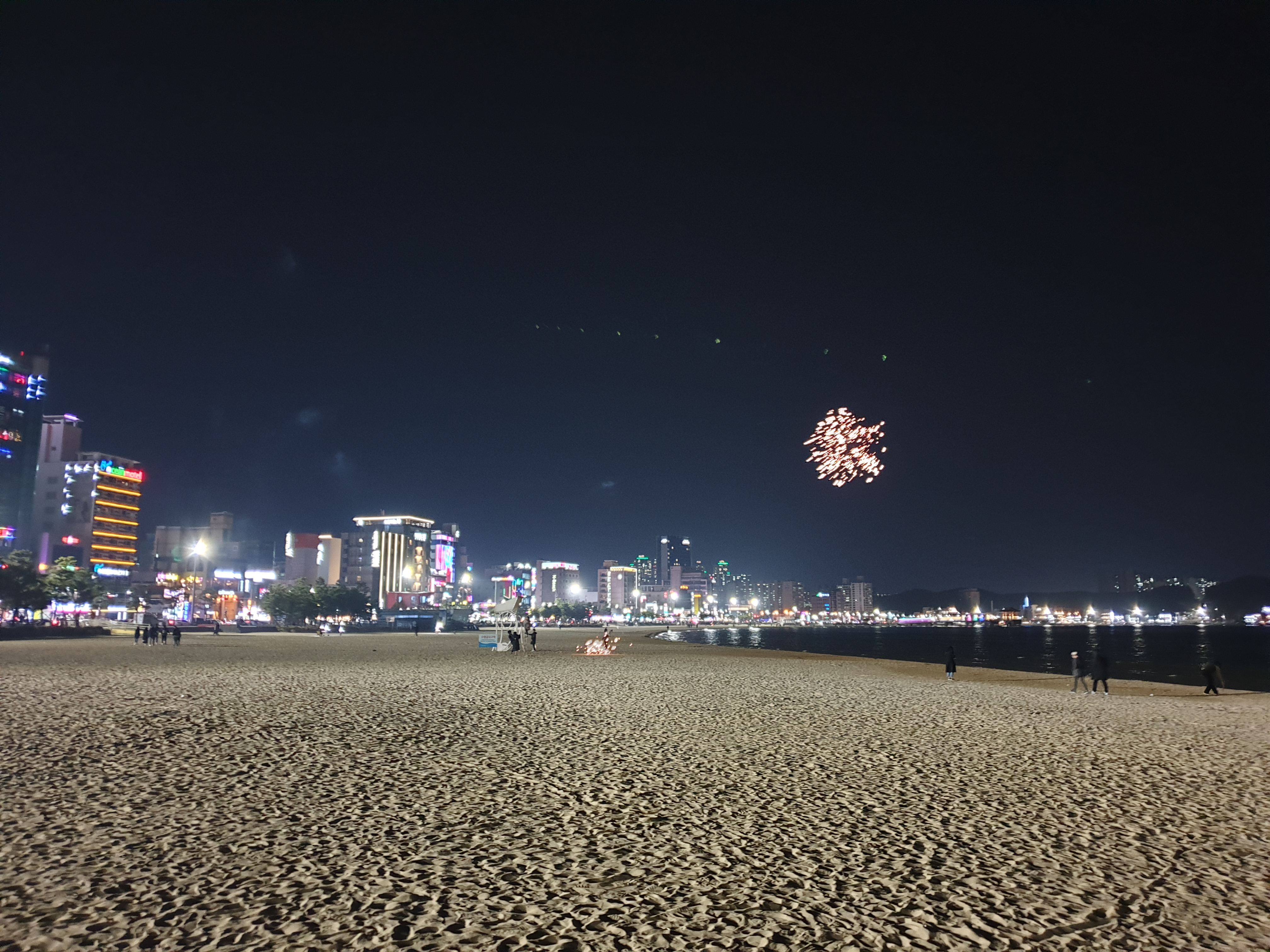
영일대해수욕장 야경 (2019년 3월)